# Kaple Nejsvětější Trojice (Praha-Smíchov)
Kaple Nejsvětější Trojice v Praze 5-Smíchově je raně barokní stavba z roku 1667 vrcholně barokně upravená v roce 1732, stojící ve Švédské ulici při č.p. 108 v Praze 5-Smíchově. Jedná se o jediný pozůstatek usedlosti Nesypka, s jejíž obytnou částí kaple přímo sousedila a při jejímž bourání v roce 1914 byla stržena i severozápadní partie kaple. Objekt je chráněn jako kulturní památka ČR a jeho současným vlastníkem je JUDr. Karel Muzikář.

## Dějiny

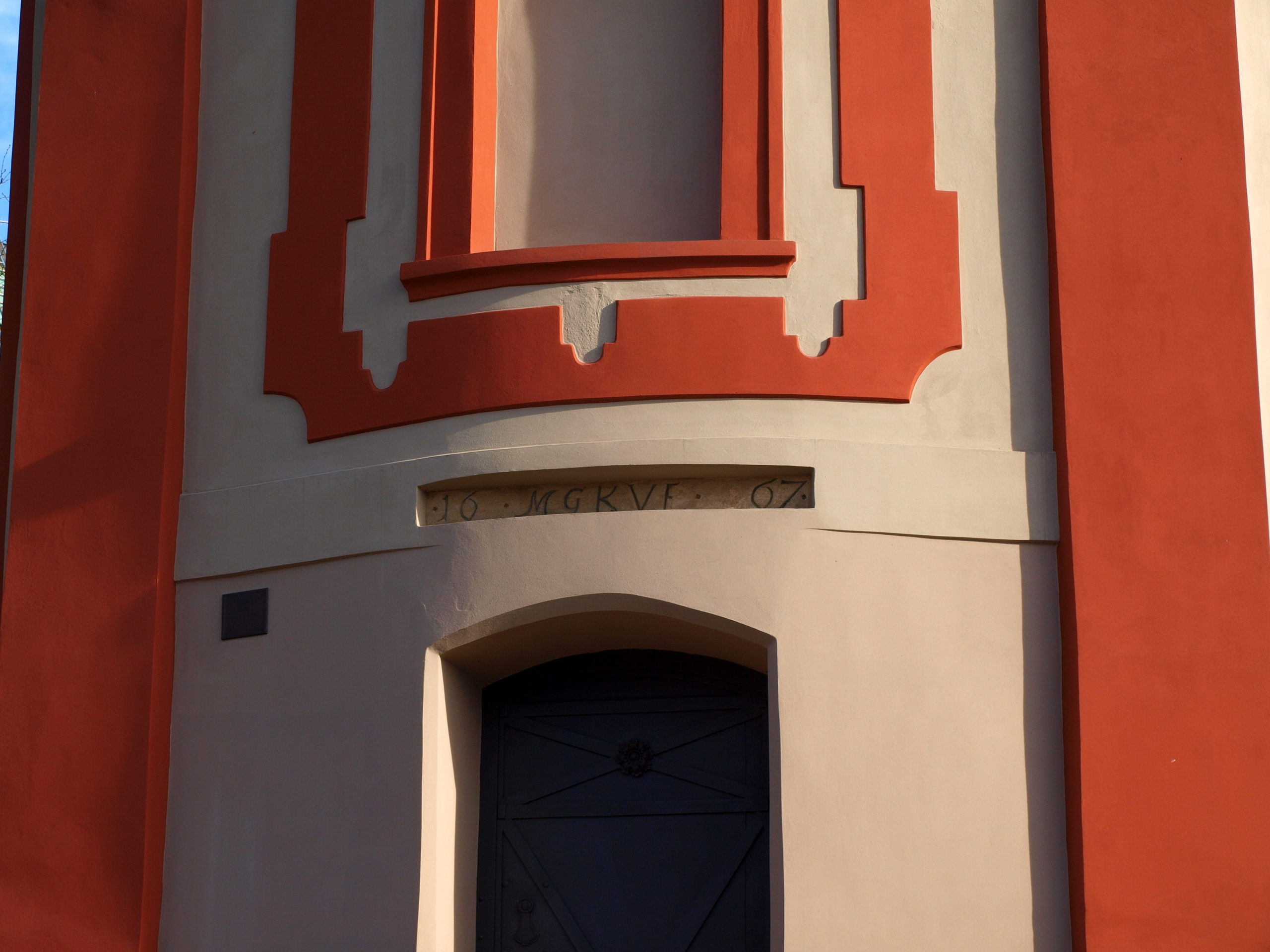
Detail kaple Nejsvětější Trojice s letopočtem 1667

Raně barokní kaple byla součástí dnes již neexistující usedlosti Nesypka. Z této nejstarší kaple se dochoval pouze překlad s vtesaným letopočtem 1667, který byl druhotně použit v nadpraží vstupu do mladší kaple, vybudované z iniciativy tehdejšího vlastníka usedlosti Jiřího Maxmiliána Nesyby a jeho manželky Barbory Apolonie, kteří usedlost získali v roce 1718. Ti nejprve zadaptovali obytný dům usedlosti a na počátku 30. let 18. století i starší kapli, která získala dnešní vrcholně barokní podobu. V kapli byl zřízen oltář Nejsvětější Trojice a podle mešní nadace z roku 1732, podle které zde měl smíchovský farář sloužit sobotní mše, lze soudit, že přestavba kaple byla v té době již dokončena. Po polovině 18. století měla kaple i druhý oltář zasvěcený Panně Marii Pomocné.
V době josefinských reforem, roku 1784, byla kaple uzavřena a mešní nadace přešly na smíchovský farní kostel. V roce 1821 koupil usedlost i s vinicemi František Scheiba, který nechal kapli opravit pro privátní potřeby, brzy se obnovila i smíchovská procesí ke kapli. Při bourání obytné části usedlosti na počátku 20. století, při němž byla zdemolovaná i část kaple, byl systém výzdoby a tvarování obvodového pláště zopakován k doplnění volných partií kaple.
V letech 2009–2010 proběhla celková rekonstrukce kaple na náklady soukromého vlastníka, při níž byla kaple staticky zajištěna, nově zastřešena, byly opraveny fasády exteriéru i interiéru, podlahy a restaurovány nástěnné malby.

## Popis
Jedná se o centrální stavbu na půdorysu čtverce se zkosenými nárožími a vydutými stěnami, která má fasádu členěnou nárožními dvojicemi pilastrů vyrůstajícími z vysokého soklu, jejichž hlavice nesou profilovanou korunní římsu. Okna uzavřená segmentem lemují šambrány a štukové rámce s vrcholovými klenáky. Zvoncová střecha je zakončena oktogonální lucernou s cibulovou střechou s makovicí a dvojitým křížem. Interiér je zaklenut plackou s nástropní barokní malbou Nejsvětější Trojice.